# Link-16
Link-16 is de NATO-aanduiding voor een draadloze verbinding waarmee bepaalde NAVO-eenheden hun tactische militaire gegevens met elkaar kunnen uitwisselen. Het is een van oorsprong Amerikaans systeem, dat aldaar wordt aangeduid als Tactical Digital Information Link - J (TADIL-J).  De letter J staat voor de gebruikte berichtcodering.
Link-16 wordt in het Standard NATO Agreement (STANAG) 5516 - 
ATDLP-5.16 Edition B - aangeduid als een van de vele digitale operationele diensten op basis van het Multifunctional Information Distribution System (MIDS) en beschreven in de MIL-STD-6016C. Change 2a, is de meest recente Link-16 versie.
Met Link-16 is het mogelijk dat het daadwerkelijke “lokale tactische plaatje” in een bepaalde regio tussen grond, lucht en zeestrijdkrachten in realtime kan worden gedeeld en bewerkt. Men verkrijgt en behoudt hierdoor constant het overzicht op de meest actuele situatie in een crisis of in een gevecht en kan de commandovoering hierop aanpassen. Link-16-apparatuur kan zowel bij raketeenheden op de grond, als in vliegtuigen en schepen die met de luchtverdediging zijn belast en in bepaalde andere soorten gevechtsvliegtuigen worden aangetroffen.

## Werking
Het Link-16-systeem is een beveiligde en volkomen storingsvrije digitale datalink werkend in het gebied van 969–1206 MHz (de L frequentieband) van het UHF frequentiespectrum.
Dit betekent in eerste instantie dat het bereik voor de gebruikers slechts beperkt is tot eenieder in de rechtstreekse zichtlijn. Door de voortschrijdende techniek werd het echter mogelijk om Link-16 data via TCP/IP-protocollen en UHF satellietcommunicatieverbindingen (SATCOM) wereldwijd te verzenden.
Het systeem gebruikt identieke zendkarakteristieken en protocollen als beschreven voor het Joint Tactical Information Distribution System (JTIDS) en de bedoeling is om met Link-16 op dit moment maar vooral in de toekomst de vele bestaande of opeenvolgende Tactische Data Links (TDL’s) te vervangen door één standaardformaat datalink-informatiesysteem ten behoeve van de krijgsmachteenheden met bepaalde opdrachten van alle NAVO landen.
De Link-16-apparatuur is geschikt voor de drie datasnelheden; 31,6, 57,6 of 115,2 kilobits per seconde. De verbindingsapparatuur en het golfbereik zelf zijn geschikt voor waarden tot 238 kilobits/s maar dat is nu nog onhaalbaar.
Link-16 kent de mogelijkheid tot het zenden van data in de vorm van gewone en digitale tekst en beelden en biedt de mogelijkheid tot het benutten van 2 beveiligde digitale spraakverbindingen (2.4 en/of 16 kbit/s in elke gewenste combinatie). 
Alle Link-16-data wordt gecodeerd en in zogenaamde J-series verzonden; dat wil zeggen in binaire datablokken elk met specifieke betekenissen. Deze datablokken zijn gegroepeerd naar hun functionaliteit en toegewezen aan betrokken netwerkgroepen zoals:
- Precise Participant Location & Identification (PPLI net),
- Luchtbeeldbewaking (Surveillance net),
- Commandovoering -Missieleiding en coördinatie wapeninzet- (Management/Weaponscontrol net),
- Gevechtsleiding (Aircontrol net),
- Verbinding tussen de vliegtuigen (Fighter-Fighter net),
- Spraakbeveiliging (Secure Voice net),
- Elektronische oorlogvoering (Electronic Warfare & Coordination net).

## Nederland
Link-16 wordt anno 2021 in de Nederlandse krijgsmacht gebruikt door grond- en luchtsystemen van het Koninklijke Luchtmacht, door schepen van het Koninklijke Marine en door eenheden van het Defensie Grondgebonden Luchtverdedigingscommando van de Koninklijke Landmacht (met Patriot, NASAMS en Stingerraketten). In de nabije toekomst zal het aantal (individuele) gebruikers zowel in de lucht als op de grond, sterk toenemen. Voor het plannen, het garanderen van de operationele inzet en een juist gebruik van Link-16 is een eenheid opgericht. Deze eenheid wordt de Nationale Datalink Management Cel (NDMC) genoemd. Tevens is deze eenheid belast met het bewaken van de afspraken ten aanzien van het frequentiegebruik om interferentie met andere systemen te voorkomen. De NDMC is geplaatst bij het Air Operations Control Station Nieuw Milligen. Het personeel van de NDMC bestaat uit medewerkers van de Koninklijke Luchtmacht, Koninklijke Landmacht en de Koninklijke Marine. Deze eenheid beschikt over een systeem zodat zij overal op de wereld inzetbaar is waar de Commandant der Strijdkrachten dit vereist.